# Eurobandið
Eurobandið er et islandsk pop band der består af duoen Friðrik Ómar og Regína Ósk. De repræsenterede Island i 2008 ved Eurovision Song Contest med sangen "This Is My Life".